# Вересы
Вересы́ (укр. Вереси) — село на Украине, основано в 1609 году, находится в Житомирской общине Житомирского района Житомирской области.
Код КОАТУУ — 1822081201. Население по переписи 2001 года составляет 1536 человек. Почтовый индекс — 12401. Телефонный код — 412. Занимает площадь 0,694 км².